# Casio Dionisio Longino
Dionisio Longino (Emesa, 213 - Palmira, 273) fue un filósofo y literato griego, cuya elocuencia y filosofía le granjearon mucha reputación en el siglo III. 

## Familia
Era sobrino del retórico Frontón de Emesa. 

## Formación, docencia y carrera política
Enseñó en Atenas, viajó en su juventud y se convirtió en alumno de la Escuela de Alejandría, donde tomó lecciones de los neoplatónicos Ammonios Saccas y Orígenes. En Atenas abrió una escuela de retórica y filosofía que atrajo a muchos discípulos. Hizo clasificaciones de filósofos y, en un banquete, citó a todos los que venían de Atenas.
Antes del año 263 fue maestro de Porfirio de Tiro, quien lo llamó «el mayor crítico de nuestro tiempo». Luego se mudó a Roma, donde asistió a la escuela de Plotino. Longino admiraba a Plotino, pero Plotino dijo que Longino no era un filósofo (‘amigo de la sabiduría’) sino un filólogo (‘amigo de las palabras’).
Se decía que era una biblioteca viviente. Escribió en griego Observaciones críticas sobre los autores antiguos
De vuelta en Siria, fue ministro de Zenobia, reina de Palmira, quien buscaba la independencia de Siria contra el Imperio romano. Se asegura que Longino dictó la noble y decidida contestación que Zenobia dio al emperador Aureliano. Cuando los romanos invadieron Palmira, Zenobia echó la culpa de la rebelión a sus asesores, principalmente a Longino. Su entereza mientras fue torturado y en el momento de la ejecución demostró una magnanimidad digna de Sócrates.

## Texto atribuido incorrectamente a Longino
El tratado Sobre lo sublime, escrito en la época de Longino o poco antes, fue atribuido a este filósofo, pero esto se debió a un error de copista. Actualmente a su autor se le llama Pseudo-Longino.